# Lapa de Baixo
Lapa de Baixo é um dos bairros da Zona Oeste da cidade de São Paulo (Brasil) que pertece ao distrito da Lapa e é administrado pela Subprefeitura da Lapa. Na região estão localizados o Mercadão da Lapa, um dos grandes responsáveis pela economia da região, o Terminal de Ônibus da Lapa, que recebe mais de 30 linhas de ônibus por dia, e estações de trem da linha 8 e linha 7 do Trem Metropolitano de São Paulo. Além disso, ainda conta com os prédios que fizeram e fazem a história da região como por exemplo a Estação Ciência, o conjunto arquitetônico Tendal da Lapa, e o Edifício da Sociedade Beneficente União Fraterna.

## História
No início século XX o centro da Lapa se torna industrial através da construção da Estrada de Ferro São Paulo Railway. Esta ferrovia corta a região longitudinalmente e a Lapa de Baixo situa-se ao norte da mesma. Devido à proximidade com a zona industrial o bairro foi o local escolhido para fixar residência pelos funcionários das fábricas lapeanas e com a passarela os estes podiam se deslocar. A passarela da Lapa de Baixo foi construída há mais ou menos um século.

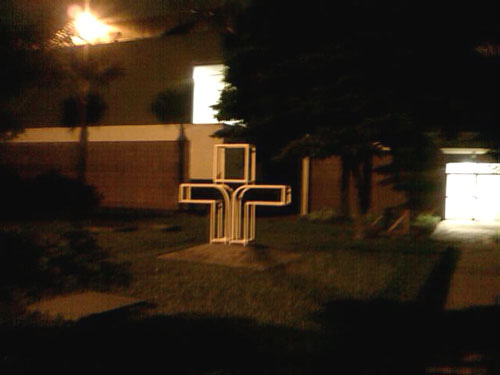
A sede da TV Cultura encontra-se no bairro.

A partir dos anos 1950, com a construção da Marginal Tietê o bairro ganha características industriais, impulsionado pela logística local. Um ponto importante é o Viaduto da Lapa, projeto apresentado pelo vereador Ermano Marchetti e construído com o intuito de ser o maior já construído pela prefeitura na época. 
Atualmente abriga diversos galpões, resquícios do período industrial, possui também a sede da TV Cultura e da Fundação Padre Anchieta, os Estúdios Mauricio de Sousa e a sede da Superintendência Regional da Polícia Federal em São Paulo.

## Pontos de interesse
O bairro Lapa de Baixo, possui alguns pontos de interesse:
- Parque do Descobrimento (rua Engº Aubertin, 321[12])
- Hotel Nova Lapa
- Associação Educar Para Vida
- FedEx World Service Center
- Fuji Japan Lapa[13]
- Poupatempo Lapa